# Legio Vernacula
La legio Vernacula era un'unità militare romana di epoca tardo repubblicana, che fu formata dai legati di Gneo Pompeo Magno in Hispania nel 49 a.C. (Lucio Afranio e Marco Petreio), con cittadini romani e anche alcuni veterani dello stesso Cesare durante la sua propretura in Spagna del 61 a.C. Arruolata per combattere contro lo stesso Cesare, prese parte alla successiva campagna attorno a Lerida del 49 a.C. che vide questa legione insieme ad altre arrendersi e passare dalla parte del vincitore. Fu quindi posta sotto il comando di Sesto Giulio Cesare e poi del legato della Hispania Ulterior, Quinto Cassio Longino, per i successivi due anni. Nel 48 a.C. fu inviata in Africa per combattere i pompeiani, ma a causa delle difficoltà incontrate nella campagna militare, si ammutinò e fu ricondotta in Spagna insieme alla legio II (anch'essa ex-pompeiana), nella capitale provinciale, Cordova che si era ribellata. Due anni più tardi passò nuovamente dalla parte dei pompeiani, ed al loro fianco combatté nella successiva battaglia di Munda (45 a.C.) dove fu probabilmente distrutta. I pochi sopravvissuti furono riorganizzati dal governatore della Hispania Ulterior, Gaio Trebonio, tanto che dopo la battaglia di Azio del 31 a.C., nella successiva riorganizzazione legionaria di Augusto, questa unità potrebbe aver dato origine alla legio I Augusta.